# 一枝修平
一枝 修平（いちえだ しゅうへい、1940年7月24日 - ）は、大阪府大阪市天王寺区出身の元プロ野球選手（内野手）・コーチ、解説者・評論家。

## 経歴

### プロ入り前
難波駅前で「一栄」という料亭旅館を営んでいた家庭に出生したが、実家はホテルへの業態転換を経て「ホテル一栄」という屋号で営業していた。
上宮高校では投手として活躍し、3年次の1958年に夏の甲子園大阪府予選で準々決勝に進むが、寝屋川高に敗退。
高校卒業後は1959年に明治大学へ進学し、二塁手に転向。最初明大のセレクションを受けダメと言われたがOB林義一が見ていてもったいないと進言し合格が決まった。東京六大学野球リーグでは2年次の1960年春季リーグからレギュラーに定着し、在学中は通算82試合出場で0本塁打ながら打率.251（263打数66安打）・21打点を記録。2年次の1960年秋季、4年次の1962年秋季リーグで、二塁手としてベストナインに選出された。3年次の1961年には春季リーグで6年振りに優勝し、同年の全日本大学野球選手権大会に出場するが、準決勝でエース宮田征典を擁する日本大学に敗れている。野球部の同期生には、後藤晃吾、八木孝、辻佳紀、別部捷夫、松本雄作（4年次の中退を経て国鉄へ入団した外野手）がいる。
大学卒業後は1963年に河合楽器へ入社し、今度は遊撃手に転向。同年の都市対抗では、優勝した積水化学に準決勝で敗れたものの、リッカーとの準々決勝で5打数4安打と活躍。この大会でのチームメイトに渡辺秀武（日本軽金属からの補強選手）がいた。

### プロ入り後
1964年に中日ドラゴンズへ入団し、1年目から内野のユーティリティプレイヤーとして一軍で起用される。同年は二塁手、遊撃手として27試合に先発出場。阪神戦（甲子園）で本間勝から初本塁打を放ったものの、降雨ノーゲームで幻に終わった。1年目は背番号54を付けていた。
1965年からは背番号2を着用。
1966年には遊撃手として規定打席に初めて到達し、リーグ13位の打率.265を記録したほか、リーグのベストナインに選出された。
1968年には自身唯一の2桁本塁打（13本）とオールスターゲーム出場を果たす一方で、10月10日の阪神戦で江夏豊から三振を奪われたことによって、江夏はシーズン最多奪三振のNPB最多記録（401奪三振）を達成した。遊撃手や二塁手としての守備力は高く、当時の正二塁手・高木守道からのバックトスの受け手として併殺を頻繁に完成させていた。遊撃の定位置を守り続けいてたが何度かトレード要員に名前を挙げられたことで球団に不信感を抱くようになる。
1971年には監督の水原茂が新入団のバート・シャーリーを重用した不満もあり6月1日に退団を申し出たが、これが球団への反逆と大問題になり、飯田幸夫との交換トレードで、地元の近鉄バファローズへ移籍。岩本尭監督に「内野の要に」と言われ「涙が出るくらい感謝」と述べた。
1972年に114試合出場、中日時代に続いて背番号2を付け、遊撃手として活躍した。
1973年には故障もあって関根知雄、西村俊二と併用され、自己最少の53試合出場にとどまった。若手育成という球団の方針で二軍落ちしたが、母校・明大の先輩である近藤和彦、同期の辻と共にトリオでプレーし、慌てず騒がずの心境であった。シーズン終了後には辻と共にトレード要員となり、球団から自由契約を通告されたが、阪神タイガースへ移籍。ここでは二塁手として起用され、同年に現役を引退した安藤統男の後釜であるだけにとどまらず、将来の指導者候補としての技量も評価されての移籍であった。阪神では背番号1を付けた。
1974年のシーズン終了後に現役を引退。

### 現役引退後
引退後は前述した移籍時の評価を背景に、阪神に残り、二軍守備コーチ（1975年）・一軍守備コーチ（1976年 - 1977年, 1985年 - 1987年）・ヘッドコーチ（1997年 - 1998年）、古巣の中日で二軍守備コーチ（1978年）・一軍守備コーチ（1979年 - 1980年）・ヘッドコーチ（1990年 - 1991年）を務めた。コーチ業の合間を縫って、毎日放送解説者（1981年 - 1984年, 1988年 - 1989年, 1992年 - 1996年）・中日スポーツ（1981年 - 1984年）→日刊スポーツ大阪本社評論家（1988年 - 1989年, 1992年 - 1996年）を務めた。
阪神コーチ時代は一貫して、吉田義男監督の参謀格として手腕を発揮。いずれも、吉田の監督就任と同時にコーチへ就任した後に、吉田の退任に合わせて自身も退団している。阪神では吉田以外の監督からコーチに要請されても固辞している。
コーチ1年目の1975年には掛布雅之・佐野仙好が三塁手を争っていたが、夏場を過ぎた頃に吉田に「サードは掛布で固めましょう」と進言し、吉田は佐野を左翼手にコンバートした。
1985年には21年ぶりのリーグ優勝と球団史上初の日本一に貢献した一方、吉田が監督を辞任した1987年には、後任の村山実監督から残留を強く要請されたが固辞。1989年のシーズン終了後には、チームの成績不振などで村山が監督を辞任したことを背景に、球団幹部から後任監督への就任要請を受けたが、コーチ人事を決める寸前で要請を固辞。結局、明大の後輩・星野仙一が監督を務める中日にヘッドコーチとして復帰し、村山の後任には中村勝広が就任。解説者・評論家時代の1996年にも、阪神の監督を中村から引き継いでいた藤田平の辞任を機に、監督候補に再び名前が挙がっていた。後に、吉田にとって通算3回目の監督就任が決まったことを受けて、ヘッドコーチを2シーズン務めている。
1998年限りで阪神を退団してからは、1999年から毎日放送解説者・日刊スポーツ大阪本社評論家へ復帰。その傍らで日本プロ野球OBクラブ関西支部長を務め、2001年から2007年には、吉田が監督を務めていたプロ野球マスターズリーグ・大阪ロマンズのヘッドコーチを兼務していた。毎日放送の中継には「ナニワの名参謀」というキャッチフレーズで出演していたが、2016年頃から出演のペースが月1回程度まで減少。
2019年には出演の機会がなく、1990年から解説者として契約していた安藤と共に、毎日放送の中継から勇退した。ただし、勇退後も日刊スポーツで評論活動を続けている。
中日の選手時代に授かった息子は、中学校から大学まで野球を続けた後に、父の実家である「ホテル一栄」などへの勤務を経て、神戸市内でカレーとビーフシチューの専門店を営んでいる。

## 詳細情報

### 年度別打撃成績
| 年 度      | 球 団      | 試 合 | 打 席 | 打 数 | 得 点 | 安 打 | 二 塁 打 | 三 塁 打 | 本 塁 打 | 塁 打 | 打 点 | 盗 塁 | 盗 塁 死 | 犠 打 | 犠 飛 | 四 球 | 敬 遠 | 死 球 | 三 振 | 併 殺 打 | 打 率 | 出 塁 率 | 長 打 率 | O P S |
| ---------- | ---------- | ----- | ----- | ----- | ----- | ----- | -------- | -------- | -------- | ----- | ----- | ----- | -------- | ----- | ----- | ----- | ----- | ----- | ----- | -------- | ----- | -------- | -------- | ----- |
| 1964       | 中日       | 71    | 161   | 146   | 21    | 36    | 6        | 0        | 1        | 45    | 6     | 1     | 3        | 5     | 0     | 8     | 0     | 2     | 18    | 4        | .247  | .295     | .308     | .603  |
| 1965       | 中日       | 66    | 154   | 142   | 10    | 31    | 2        | 2        | 2        | 43    | 15    | 2     | 0        | 2     | 1     | 9     | 0     | 0     | 24    | 3        | .218  | .263     | .303     | .566  |
| 1966       | 中日       | 119   | 419   | 378   | 36    | 100   | 13       | 4        | 7        | 142   | 30    | 4     | 6        | 9     | 1     | 29    | 0     | 2     | 53    | 4        | .265  | .320     | .376     | .695  |
| 1967       | 中日       | 117   | 423   | 391   | 26    | 90    | 22       | 2        | 6        | 134   | 36    | 3     | 8        | 9     | 1     | 19    | 1     | 3     | 60    | 6        | .230  | .271     | .343     | .613  |
| 1968       | 中日       | 115   | 490   | 434   | 51    | 118   | 24       | 3        | 13       | 187   | 47    | 4     | 6        | 18    | 2     | 33    | 0     | 3     | 74    | 10       | .272  | .326     | .431     | .757  |
| 1969       | 中日       | 129   | 553   | 494   | 52    | 115   | 17       | 4        | 7        | 161   | 29    | 6     | 8        | 16    | 1     | 36    | 0     | 6     | 85    | 10       | .233  | .292     | .326     | .618  |
| 1970       | 中日       | 126   | 474   | 438   | 42    | 106   | 16       | 5        | 7        | 153   | 28    | 2     | 2        | 14    | 2     | 18    | 3     | 2     | 52    | 10       | .242  | .274     | .349     | .623  |
| 1971       | 中日       | 66    | 141   | 124   | 6     | 28    | 2        | 2        | 0        | 34    | 14    | 1     | 0        | 4     | 2     | 9     | 0     | 2     | 16    | 3        | .226  | .285     | .274     | .559  |
| 1972       | 近鉄       | 114   | 382   | 349   | 25    | 90    | 13       | 0        | 5        | 118   | 32    | 5     | 7        | 8     | 3     | 20    | 1     | 2     | 34    | 3        | .258  | .299     | .338     | .638  |
| 1973       | 近鉄       | 53    | 124   | 117   | 9     | 29    | 4        | 0        | 3        | 42    | 8     | 2     | 2        | 4     | 0     | 3     | 0     | 0     | 13    | 1        | .248  | .267     | .359     | .626  |
| 1974       | 阪神       | 57    | 143   | 123   | 12    | 23    | 1        | 0        | 1        | 27    | 10    | 0     | 0        | 3     | 2     | 14    | 0     | 1     | 28    | 5        | .187  | .271     | .220     | .491  |
| 通算：11年 | 通算：11年 | 1033  | 3464  | 3136  | 290   | 766   | 120      | 22       | 52       | 1086  | 255   | 30    | 42       | 92    | 15    | 198   | 5     | 23    | 457   | 59       | .244  | .293     | .346     | .637  |

### 表彰
- ベストナイン：1回 （1966年）

### 記録
節目の記録
- 1000試合出場：1974年6月22日 ※史上174人目

その他の記録
- オールスターゲーム出場：1回 （1968年）

### 背番号
- 54 （1964年）
- 2 （1965年 - 1973年）
- 1 （1974年）
- 74 （1975年 - 1980年）
- 88 （1985年 - 1987年、1997年 - 1998年）
- 73 （1990年 - 1991年）

## 関連情報

### 過去の出演番組
- S☆1 BASEBALL（原則として毎日放送制作分のみ）
- MBSベースボールパーク（MBSラジオ）
  - 年齢が進むにつれて、テレビ・ラジオとも、中継に出演する機会が減少。2018年度までの数年間は月に1回のペースで解説を担当していたが、2019年には出演の機会がなかった。

以上はいずれも、毎日放送のプロ野球中継。
- CBCドラゴンズナイター
  - CBCの解説者が不足していた時期には、MBSとネットを組む金曜日に、中日対阪神戦や、阪神戦裏カードまたは非開催時の中日対巨人戦中継へ系列応援で出演した。また、月・金曜日はMBS制作分の阪神戦中継（CBCとの相互ネット・同局向けの裏送り・予備カードからの昇格扱い）に解説者として登場することもあった（それ以外の曜日は『東海ラジオ ガッツナイター』との相互ネットまたは裏送りを担当）。